# Herb San Marino

Herb państwowy San Marino

Herb San Marino przedstawia trzy baszty ozdobione piórami na trzech wierzchołkach góry Monte Titano. Baszty to Rocca (Guaita), Cesta (Fratla), Montale. Według legendy ukrył się tam przed prześladowaniami cesarza Dioklecjana święty Maryn. Założył tam niewielką wspólnotę chrześcijańską, dając początek maleńkiemu państwu. Tarczę herbową oznacza wieniec z liści laurowych i dębowych, wieńczy ją (mimo że San Marino zawsze było republiką) korona, która miała oznaczać niezależność, dodana w 1862. Dewiza „Libertas” odnosi się do faktu przekazania góry Monte Titano przez świętego Maryna na własność osobom zamieszkałym na jej zboczach, uwalniając ich od wszelkiej zależności od władzy świeckiej i religijnej.